# Colle (Monteleone d’Orvieto)
Colle ist eine Fraktion (italienisch frazione) der italienischen Gemeinde Monteleone d’Orvieto in der Provinz Terni, Region Umbrien.

## Geografie
Der Ort liegt etwa 3 km südlich des Hauptortes Monteleone d’Orvieto, etwa 60 km nordwestlich der Provinzhauptstadt Terni und etwa 35 km südwestlich der Regionalhauptstadt Perugia. Der Ort besteht aus den Teilen Colle Basso (Nieder-Colle) und Colle Alto (Ober-Colle).
Nächstgelegene Orte sind San Lorenzo (etwa 1 km nordöstlich) und Santa Maria (etwa 1 km südwestlich), beides Ortsteile von Monteleone d’Orvieto.

## Sehenswürdigkeiten
- San Cristoforo, Kirche in Colle Alto, 1749 entstanden.[1]
- Madonna del Soccorso, Kirche in Colle Basso

## Verkehr
- Die Strada statale 71 Umbro-Casentinese-Romagnola geht durch Colle Basso,
- Nächstgelegener Anschluss an den Fernverkehr ist die Anschlussstelle Fabro an der A1, etwa 3,5 km südwestlich gelegen.
- Der nächstgelegene Bahnhof liegt in Fabro Scalo, etwa 2,5 km südlich. Der Fabro/Ficulle genannte Bahnhof liegt an der Bahnstrecke Florenz–Rom.

## Bilder

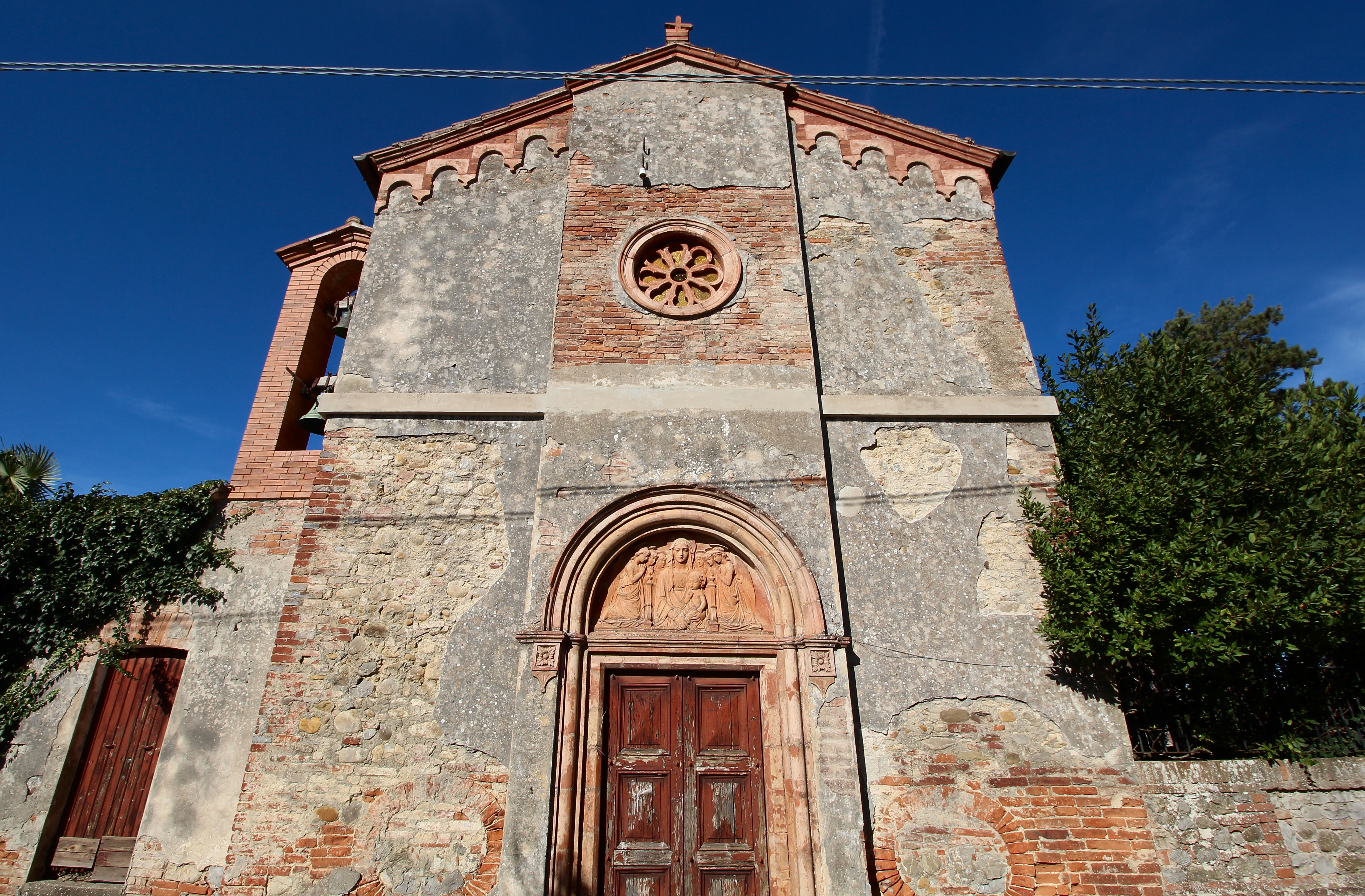
Die Kirche San Cristoforo in Colle Alto
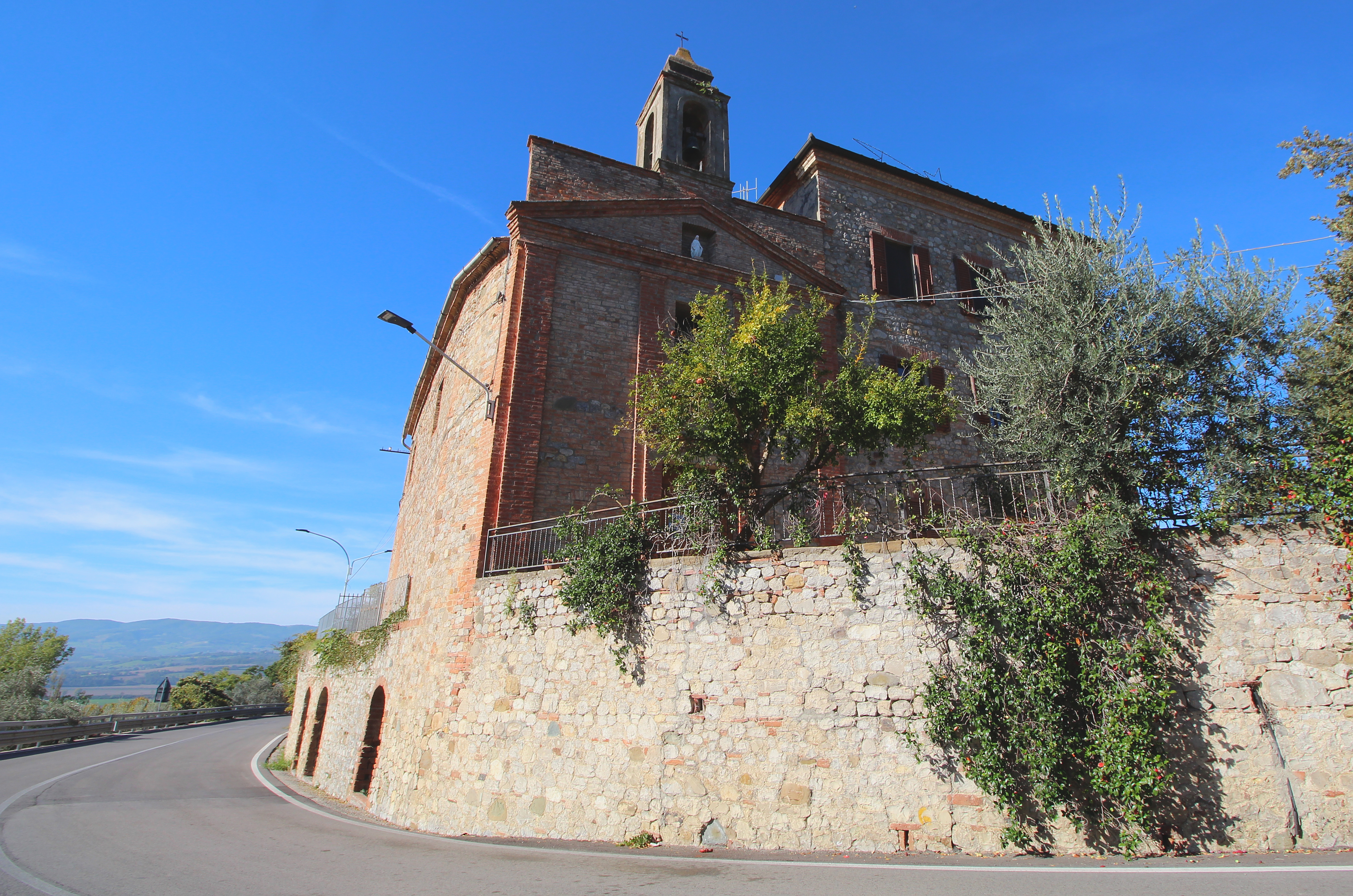
Die Kirche Madonna del Soccorso in Colle Basso
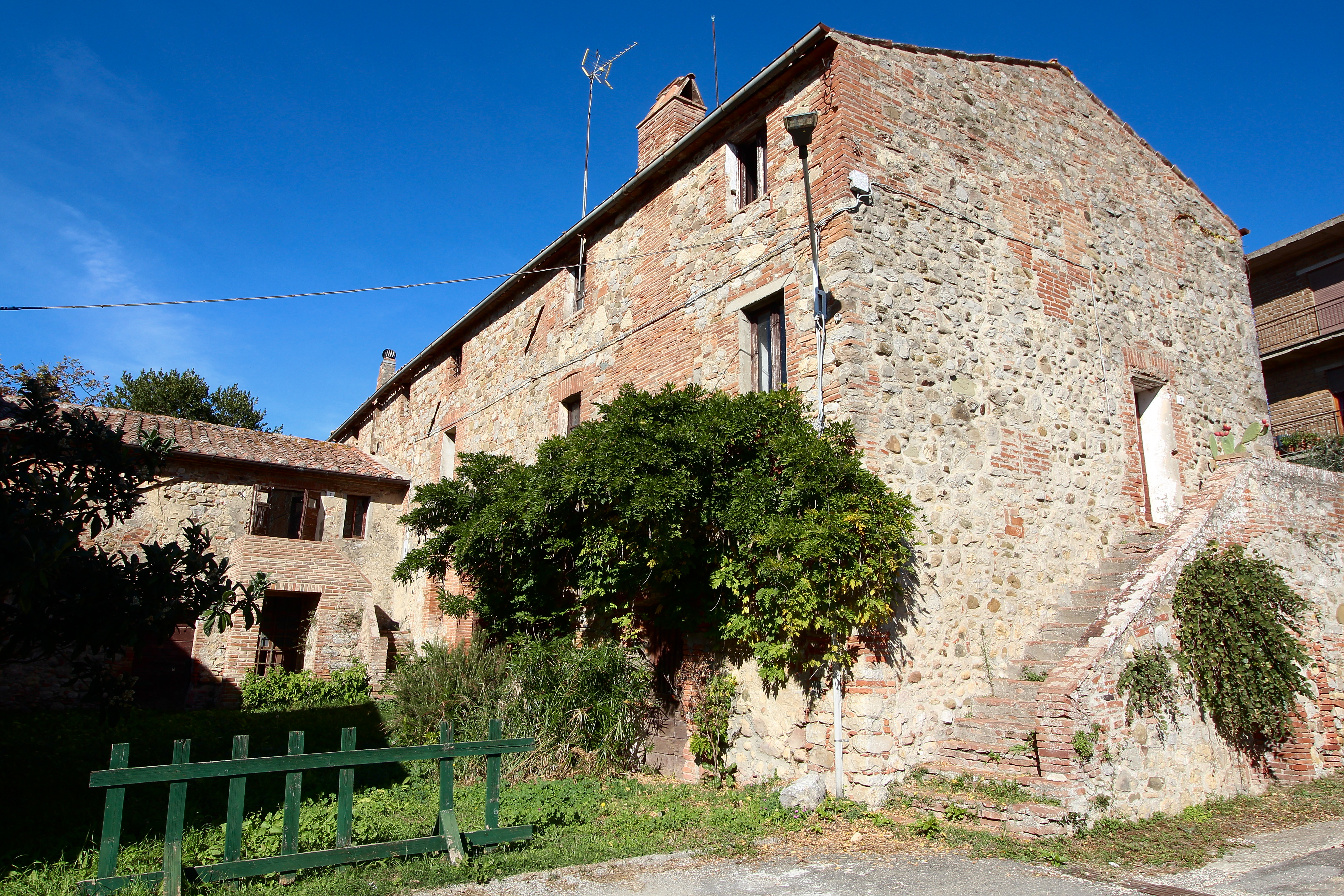
Colle Alto
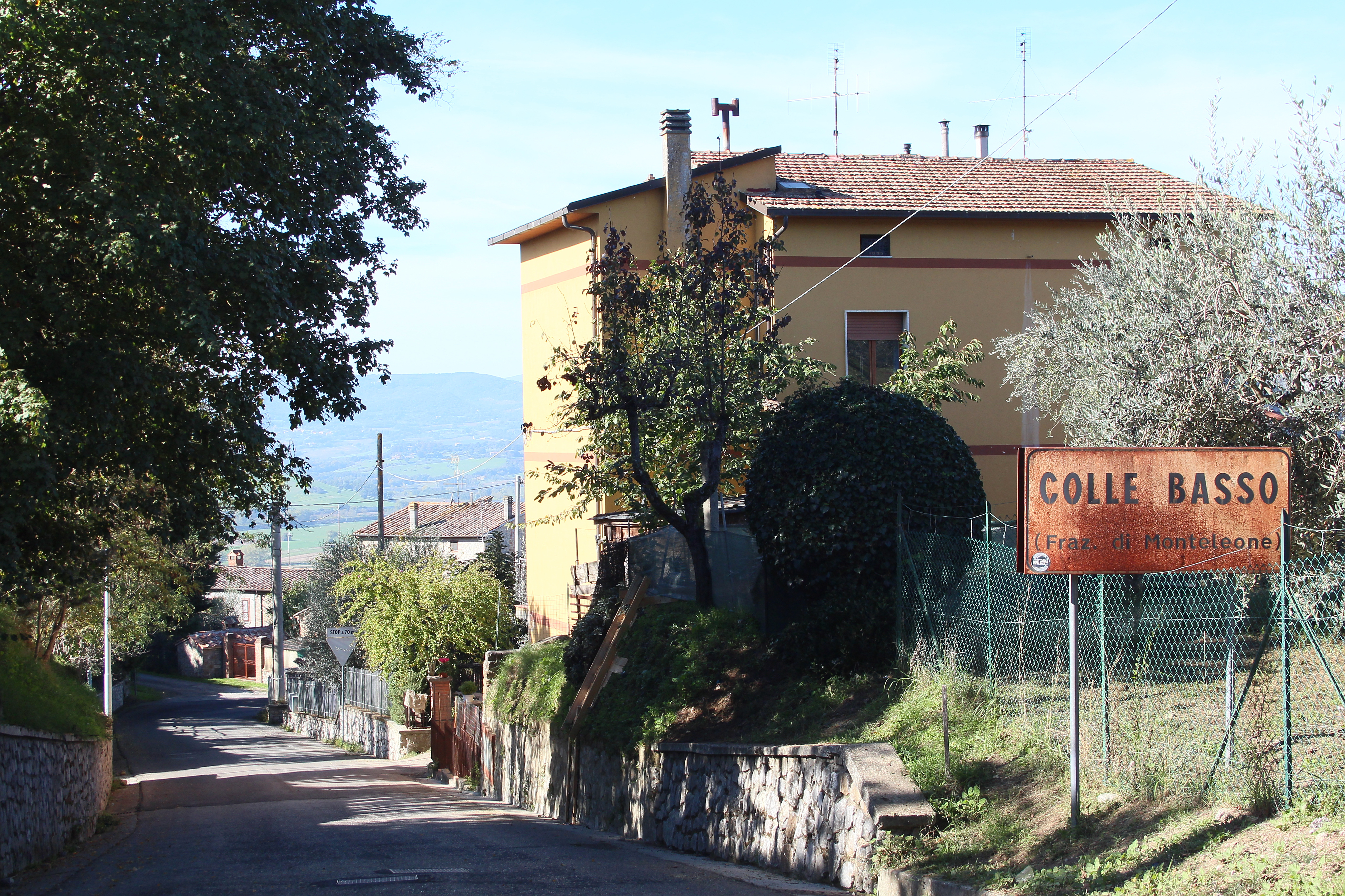
Colle Basso